# صموئيل كوبر
صموئيل كوبر (بالإنجليزية: Samuel Cooper)‏ هو ضابط أمريكي، ولد في 12 يونيو 1798 في مقاطعة دوتشيز في الولايات المتحدة، وتوفي في 3 ديسمبر 1876 في الإسكندرية في الولايات المتحدة.